# Kasey Brown
Kasey Brown (* 1. August 1985 in Taree) ist eine ehemalige australische Squashspielerin.

## Karriere
Kasey Brown spielte von 2002 bis 2014 auf der WSA World Tour und gewann in dieser Zeit elf Titel. Ihre höchste Platzierung in der Weltrangliste erreichte sie mit Rang fünf im Dezember 2011. Ihr größter Erfolg war bislang der Gewinn der Weltmeisterschaft im neuseeländischen Palmerston North, als sie zusammen mit der australischen Nationalmannschaft im Finale England besiegte. Im Einzel nahm sie von 2005 bis 2013 an insgesamt neun Weltmeisterschaften teil. Ihre besten Ergebnisse waren jeweils das Erreichen des Viertelfinals 2010 und 2011. Sie gewann von 2006 bis 2008 dreimal in Folge die australische Landesmeisterschaft.
Bei den Commonwealth Games 2010 gewann sie in allen drei Disziplinen, in denen sie antrat, eine Medaille. Im Einzelwettbewerb  gewann sie die Bronzemedaille, nachdem Alison Waters verletzungsbedingt nicht zum Spiel um Platz drei angetreten war. Auch im Doppel sicherte sie sich gemeinsam mit Donna Urquhart Bronze. Noch erfolgreicher war Kasey Brown im Mixed-Wettbewerb, bei dem sie gemeinsam mit Cameron Pilley die Goldmedaille erringen konnte. Sie besiegten im Finale das neuseeländische Duo Martin Knight und Joelle King in drei Sätzen. 2014 gewann sie im Mixed mit Cameron Pilley die Bronzemedaille.
Im Oktober 2014 beendete sie nach den US Open ihre Karriere.

## Erfolge
- Weltmeister mit der Mannschaft: 2010
- Gewonnene WSA-Titel: 11
- Commonwealth Games: 1 × Gold (Mixed 2010), 3 × Bronze (Einzel und Doppel 2010, Mixed 2014)
- Australischer Meister: 3 Titel (2006–2008)